# Getsêmani (álbum)
Getsêmani é décimo quinto álbum de estúdio do cantor e compositor Sérgio Lopes, lançado pela gravadora Art Gospel em 2007.
A música "Dose Over" é uma versão readaptada de uma antiga gravação que Sérgio Lopes fez com o grupo Altos Louvores no LP "Brilhante", em 1989 e foi executada pelos três filhos de Sérgio: Sérgio Vitor, Arthur e Gabriel.
A música "The Holy Supper" é uma versão em inglês da faixa "A Santa Ceia", que foi adaptada e supervisionada pelo tradutor Ney Cabral.[carece de fontes?]

## Faixas
Todas as músicas por Sérgio Lopes, exceto onde anotado
1. Além da Cruz - 4.13
2. Getsêmani - 3.32
3. Derrama Teu Poder - 3.56
4. A Santa Ceia - 4.16
5. O Teu Milagre em Mim - 3.22
6. Coração - 3.28 (Pr. Marcos Santarém)
7. Apaixonado - 3.16
8. As Cartas - 3.05
9. Luz na Escuridão - 3.55
10. Ventos no Deserto - 3.21
11. Dose Over - 4.05
12. O Teu Amor - 3.30
13. The Holy Supper - 4.16 (bônus track)

## Créditos
- Produção executiva: Art Gospel
- Produção musical e arranjos: Ronald Fonseca
- Coordenação artística e musical: Sérgio Lopes
- Engenheiro de gravação e mixagem: Áureo Luiz
- Masterização: Toney Fontes
- Violões e slide-guitar: Isaac Ramos
- Guitarras: Pablo Chies
- Piano acústico e teclados: Ronald Fonseca
- Baixo elétrico, acústico e fretless: Davi de Moura  (Arthur Lopes na faixa "Dose Over")
- Bateria: Vander Lessa (Gabriel Lopes na faixa "Dose Over")
- Gaita na faixa "Além da Cruz": Stanley Neto
- Flauta transversa na faixa "A Santa Ceia": Michele Ximenes
- Arranjos de metais: Marcos Bonfim
- Sax alto e tenor: Marcos Bonfim
- Sax barítono: Stanley Neto
- Trompete naipe e solo: Márcio André
- Trombone: Robson Olicar
- Arranjos e execução de cordas digitais: Tutuca Borba

- Cordas na faixa "A Santa Ceia":
- Violinos I: Ricardo Amado (spalla) e Rodolfo Tóffolo
- Violinos II:  Carlos Roberto Mendes
- Violas:  Cecília Mendes e José Ricardo Taboado
- Cellos:  Matheus Ceccato

- Músicos na faixa "Dose Over":
- Guitarras base/solo e participação vocal: Sérgio Vitor (Serginho)
- Baixo: Arthur Lopes (Tuziimm)
- Bateria: Gabriel Lopes (GB)